# Conrado Pérez
Conrado Pérez Armenteros (ur. 21 grudnia 1950 w Las Villas w prowincji Villa Clara) – kubański koszykarz. Brązowy medalista olimpijski z Monachium.
Brał udział w dwóch igrzyskach (IO 68, IO 72). W 1968 Kubańczycy zajęli jedenaste, a w 1972 trzecie miejsce. Brał również udział w mistrzostwach świata w 1970 i 1974 (czwarte miejsce).